# TEE Iris
Le TEE Iris était un train de la catégorie des Trans-Europ-Express (TEE) qui reliait Zurich à Bruxelles via Strasbourg et Luxembourg, entre 1974 et 1981. Il est nommé d'après une fleur, l'iris jaune, très répandue dans la vallée de la Senne, où est situé Bruxelles.

## Historique

### Itinéraire et points d'arrêts
L'itinéraire n'a pas varié au cours des sept années d'exploitation du TEE Iris :
- Zürich HB
- Basel SBB
- Mulhouse-Ville
- Colmar
- Strasbourg
- Metz
- Thionville
- Luxembourg
- Arlon
- Namur
- Bruxelles Quartier-Léopold
- Bruxelles-Nord
- Bruxelles-Midi.

### Matériel roulant
Durant toute son exploitation, le TEE Iris fut assuré par des RAe TEE II. La rotation se fera conjointement avec les  TEE Edelweiss (Zürich HB ↔ Amsterdam CS) et Gottardo (Zürich HB ↔ Milano C).

### Numérotation
- 92 Zurich – Bruxelles
- 91 Bruxelles – Zurich

### Restauration
La restauration était assurée par la Compagnie suisse des wagons-restaurants (SSG).

## L'après-TEE
Dès le 31 mai 1981, l'Iris est reclassé en InterCity (IC) et est désormais assuré par une rame tractée, comprenant des voitures de 1re et 2e classe. Il deviendra EuroCity (EC) à partir du 31 mai 1987.
Ce dernier, limité à Bâle en décembre 2012, disparaît le 2 avril 2016 — tout comme l'EC Vauban assurant la même relation —, pour être partiellement remplacé par des TGV le lendemain ; leur trajet étant diffèrent selon leur provenance (Bruxelles – Strasbourg via Lille et Roissy, ou Luxembourg – Marseille / Montpellier via Metz, Strasbourg, Mulhouse et Lyon), toute liaison sans correspondance entre la Belgique (notamment la Wallonie) ou le Luxembourg et la Suisse est ainsi supprimée.